# Parti européen (Chypre)
Cet article concerne le parti chypriote. Pour la notion générale, voir Parti politique européen.
Le Parti européen (en grec Ευρωπαϊκό Κόμμα, Evropaïko Komma, abrégé en EVROKO)  est un parti politique de Chypre fondé en 2005, notamment sur la base du parti Nouveaux Horizons et de quelques transfuges du DISY.
C'est un ancien membre du Parti démocrate européen. Aux élections législatives du 21 mai 2006, il a obtenu 5,8 % et 3 députés sur 56. Avec seulement 4,12 % des voix aux élections européennes de 2009, il ne remporte aucun député.
En mars 2016, le parti décide de fusionner avec le Mouvement solidarité.